# دايسوكي أساكورا
دايسوكي أساكورا (باليابانية: 浅倉大介؛ بالكانا: あさくら だいすけ) هو موسيقي وعازف بيانو ومنتج أسطوانات وملحن ياباني، ولد في 4 نوفمبر 1967 في أساكوسا في اليابان.

## وصلات خارجية
- الموقع الرسمي
- دايسوكي أساكورا على موقع IMDb (الإنجليزية)
- دايسوكي أساكورا على موقع ميوزك برينز (الإنجليزية)
- دايسوكي أساكورا على موقع ديسكوغز (الإنجليزية)
- دايسوكي أساكورا على موقع قاعدة بيانات الفيلم (الإنجليزية)
- دايسوكي أساكورا على موقع كينوبويسك (الروسية)
- دايسوكي أساكورا على موقع ANN person (الإنجليزية)